# Club Atlético de Madrid Féminas
El Club Atlético de Madrid Féminas, més conegut com Atleti Femenino, és la secció de futbol femení de l'Atlètic de Madrid. El primer Atlético va competir entre 1989 i 1992, però no era una secció oficial del club. Va ser recuperada al 2001 i en 2005 es va convertir en una secció oficial. Al any següent va arribar a primera divisió, i des del 2012 ha sigut un dels millors equips de la Lliga.

## Història

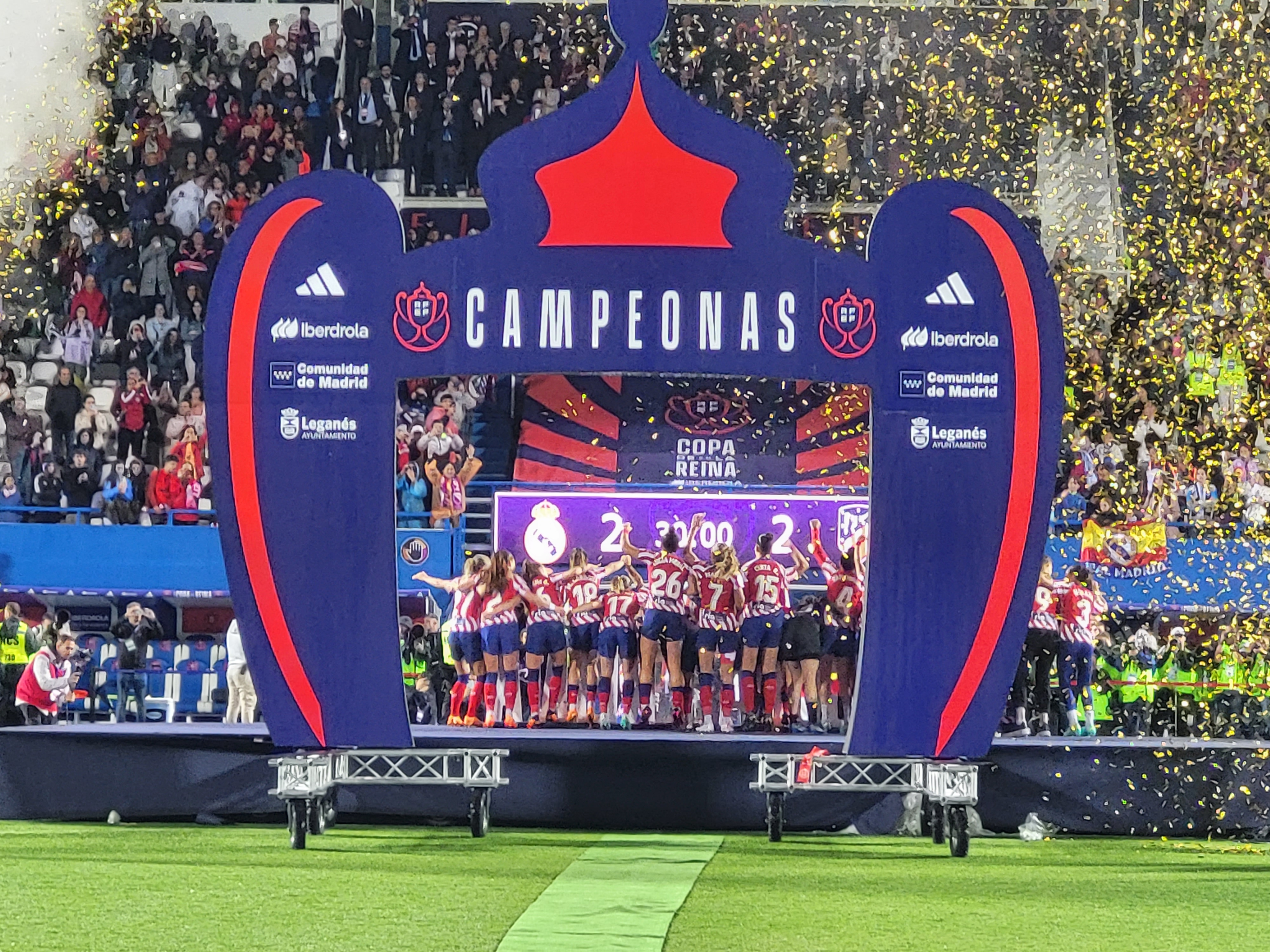
Celebració de l'Atlètic de Madrid amb la Copa de la Reina de 2023.

L'actual Atlètic de Madrid Femení va sorgir el 2001, arran de la desaparició del Coslada CF Femení. La seva entrenadora, María Vargas -que havia estat jugadora de l'Atlètic Villa de Madrid- juntament amb la portera de l'equip, Lola Romero, recolzades per les 36 jugadores pertanyents al primer i segon equip de la secció femenina del Coslada, que s'havien quedat sense club , van convèncer els directius de l'Atlètic de Madrid perquè reiniciessin un equip femení.
María Vargas i Lola Romero van ser les que van capitanejar aquesta nova aventura de la secció femenina de l'Atlètic de Madrid com a entrenadora i presidenta, respectivament. D'aquesta manera a la temporada 2001/2002 es va posar en marxa el denominat al principi com a Atlètic Fèmines. Inicialment l'equip femení no formava part de l'organigrama de l'Atlètic de Madrid. L'entitat madrilenya va començar per prestar els equipaments oficials, l'escut i buscar-los un camp d'entrenament a les jugadores: el Poliesportiu de Vicálvaro. Elles mateixes es van encarregar de trobar un patrocinador i, per normativa de la RFEF, van començar a la darrera categoria professional de futbol femení: Primera Regional.
A poc a poc van anar escalant divisions fins a aconseguir, la temporada 2002-03, l'ascens de Preferent a Nacional on, per fi, l'Atlètic de Madrid va integrar al seu organigrama l'Atlètic Féminas, que passaria a anomenar-se Club Atlètic de Madrid Féminas.
A dia d'avui, l'Atlètic de Madrid Femení és, juntament amb el Rayo Vallecano, FC Barcelona, Athletic Club, RCD Espanyol i Llevant UD, un dels equips de referència al futbol femení nacional i ostenta el rècord d'assistència a un partit de la lliga espanyola, que va ser rècord mundial d'assistència a un partit femení entre clubs fins al març del 2022.

## Estadi
L'Atleti Femení juga de local al Centre Esportiu Cívitas Alcalá de Henares, el camp principal del qual té capacitat per a 2.700 espectadors. Aquest recinte està ubicat a la ciutat d'Alcalá de Henares i es va crear amb la idea de ser seu del primer equip femení i totes les categories inferiors femenines.
El primer partit a l'estadi el va disputar el filial amb victòria per 2-0 sobre el C. F. Pozuelo de Alarcón. El primer gol a l'estadi el va marcar Cristina Rincón. El 15 de setembre del 2019 el primer equip va jugar el seu primer partit que l'estadi. Hi van assistir 2.304 persones i van vèncer per 3-0 el Sevilla. El primer gol el va marcar Ángela Sosa.
Anteriorment jugava al Miniestadi Cerro de l'Espino. A la temporada 2016/2017 l'equip va jugar dos partits a l'Estadi Vicente Calderón. A les temporades 2017/2018 i 2018/2019 va jugar un partit a l'Estadi Metropolità en cada temporada, i a la temporada 2022/2023 en va jugar dos més.

## Temporades
Les temporades 1989/1990, 2016/2017, 2017/2018 i 2018/2019 van guanyar la lliga espanyola, que en aquell moment encara no era professional.
La temporada 2015/2016 van debutar a la Lliga de Campiones i van guanyar la Copa de la Reina. La temporada 2020/2021 van guanyar la Supercopa d'Espanya.
La temporada 2022/2023 van tornar a guanyar la Copa de la Reina.

## Històric

### Palmarès
- 4 Lligues Espanyoles
  - 1989/1990, 2016/2017, 2017/2018, 2018/2019
- 2 Copes de la Reina
  - 2015/2016, 2022/2023
- 1 Supercopa d'Espanya
  - 2020/2021

### Trajectòria
| 15/16 |  | Zorky Krasnogorsk | Olympique Lió |

|                          | 80/81 | 81/82 | 82/83 | 83/84 | 84/85 | 85/86 | 86/87 | 87/88 | 88/89 | 89/90 | 90/91 | 91/92 | 92/93   | 93/94   | 94/95   | 95/96   | 96/97   | 97/98   | 08/99   | 99/00   |
| ------------------------ | ----- | ----- | ----- | ----- | ----- | ----- | ----- | ----- | ----- | ----- | ----- | ----- | ------- | ------- | ------- | ------- | ------- | ------- | ------- | ------- |
| Primera Divisió          |       |       |       |       |       |       |       |       |       | 1     | 2     | ?     | Inactiu | Inactiu | Inactiu | Inactiu | Inactiu | Inactiu | Inactiu | Inactiu |
|                          | 00/01 | 01/02 | 02/03 | 03/04 | 04/05 | 05/06 | 06/07 | 07/08 | 08/09 | 09/10 | 10/11 | 11/12 | 12/13   | 13/14   | 14/15   | 15/16   |         |         |         |         |
| Primera Divisió          |       |       |       |       |       |       | 8     | 7     | 7     | 4     | 5     | 6     | 3       | 3       | 2       | 3       |         |         |         |         |
| Segona Divisió           |       |       |       | D-1   | D-?   | D-1   |       |       |       |       |       |       |         |         |         |         |         |         |         |         |
| primera divisió regional |       |       | ?-1   |       |       |       |       |       |       |       |       |       |         |         |         |         |         |         |         |         |
| 2ª divisió regional      | Inac. | ?-1   |       |       |       |       |       |       |       |       |       |       |         |         |         |         |         |         |         |         |